# Borisp
Borisp (en francès Bourisp) és un municipi francès situat al departament dels Alts Pirineus i a la regió d'Occitània. Limita amb Gusha al nord, amb Camparan i Àdet a l'est, amb Estença i Salhan al sud i Vièla d'Aura i Sent Lari e Sola a l'oest.

## Demografia
| 1962                                       | 1968 | 1975 | 1982 | 1990 | 1999 | 2007 |
| ------------------------------------------ | ---- | ---- | ---- | ---- | ---- | ---- |
| 96                                         | 124  | 120  | 87   | 103  | 111  | 146  |
| Des de 1962: població sense dobles comptes |      |      |      |      |      |      |

## Administració
| Període | Identitat   | Partit |
| ------- | ----------- | ------ |
| 2001-   | Jean Paucis |        |